# Ness Zamir
Ness Nissim Zamir (in ebraico נס ניסים זמיר‎?; Rishon LeZion, 31 ottobre 1990) è un calciatore israeliano, centrocampista del Maccabi Ironi Amishav Petah Tiqwa.

## Carriera
Ha giocato nella massima serie israeliana.

## Palmarès

### Club

#### Competizioni nazionali
- Supercoppa d'Israele: 1

Hapoel Haifa: 2018